# Almensilla
Almensilla è un comune spagnolo di 3 368 abitanti situato nella comunità autonoma dell'Andalusia.